# Deutschland Tour 2023
37. ročník etapového cyklistického závodu Deutschland Tour se konal mezi 23. a 27. srpnem 2023 v Německu. Celkovým vítězem se stal Belgičan Ilan Van Wilder z týmu Soudal–Quick-Step. Na druhém a třetím místě se umístili Rakušan Felix Großschartner (UAE Team Emirates) a Nizozemec Danny van Poppel (Bora–Hansgrohe). Závod byl součástí UCI ProSeries 2023 na úrovni 2.Pro.

## Týmy
Závodu se zúčastnilo 10 z 18 UCI WorldTeamů, 6 UCI ProTeamů a 4 UCI Continental týmy. Všechny týmy nastoupily na start s šesti závodníky kromě týmu Ineos Grenadiers s pěti jezdci, závod tak odstartovalo 119 jezdců. Do cíle v Brémách dojelo 108 z nich.
UCI WorldTeamy
- Alpecin–Deceuninck
- Bora–Hansgrohe
- Ineos Grenadiers
- Intermarché–Circus–Wanty
- Lidl–Trek
- Movistar Team
- Soudal–Quick-Step
- Team Bahrain Victorious
- Team dsm–firmenich
- UAE Team Emirates

UCI ProTeamy
- Israel–Premier Tech
- Lotto–Dstny
- Q36.5 Pro Cycling Team
- Team TotalEnergies
- Tudor Pro Cycling Team
- Uno-X Pro Cycling Team

UCI Continental týmy
- Bike Aid
- P&S Benotti
- Rad-Net Oßwald
- Saris Rouvy Sauerland Team

## Trasa a etapy
| Etapa         | Datum         | Trasa               | Vzdálenost | Typ      | Typ                  | Vítěz                   |
| ------------- | ------------- | ------------------- | ---------- | -------- | -------------------- | ----------------------- |
| P             | 23. srpna     | St. Wendel          | 2,2 km     |          | Individuální časovka | Ethan Vernon (GBR)      |
| 1             | 24. srpna     | St. Wendel – Merzig | 178 km     |          | Horská etapa         | Ilan Van Wilder (BEL)   |
| 2             | 25. srpna     | Kassel – Winterberg | 190 km     |          | Středně těžká etapa  | Gregor Mühlberger (AUT) |
| 3             | 26. srpna     | Arnsberg – Essen    | 174 km     |          | Středně těžká etapa  | Madis Mihkels (EST)     |
| 4             | 27. srpna     | Hannover – Bremen   | 180 km     |          | Rovinatá etapa       | Arvid de Kleijn (NED)   |
| Celková délka | Celková délka | Celková délka       | 724,2 km   | 724,2 km | 724,2 km             | 724,2 km                |

## Průběžné pořadí
| Etapa          | Vítěz             | Celkové pořadí  | Bodovací soutěž | Vrchařská soutěž | Soutěž mladých jezdců | Soutěž týmů       |
| -------------- | ----------------- | --------------- | --------------- | ---------------- | --------------------- | ----------------- |
| P              | Ethan Vernon      | Ethan Vernon    | Ethan Vernon    | neuděleno        | Ethan Vernon          | Soudal–Quick-Step |
| 1              | Ilan Van Wilder   | Ilan Van Wilder | Ethan Vernon    | Harm Vanhoucke   | Ilan Van Wilder       | Soudal–Quick-Step |
| 2              | Gregor Mühlberger | Ilan Van Wilder | Ilan Van Wilder | Harm Vanhoucke   | Ilan Van Wilder       | UAE Team Emirates |
| 3              | Madis Mihkels     | Ilan Van Wilder | Ethan Vernon    | Harm Vanhoucke   | Ilan Van Wilder       | UAE Team Emirates |
| 4              | Arvid de Kleijn   | Ilan Van Wilder | Ethan Vernon    | Harm Vanhoucke   | Ilan Van Wilder       | UAE Team Emirates |
| Konečné pořadí | Konečné pořadí    | Ilan Van Wilder | Ethan Vernon    | Harm Vanhoucke   | Ilan Van Wilder       | UAE Team Emirates |

- V 1. etapě nosil Mads Pedersen, jenž byl druhý v bodovací soutěži, zelený dres, protože lídr této klasifikace Ethan Vernon nosil červený dres lídra celkového pořadí.
- V 1. etapě nosil Maikel Zijlaard, jenž byl druhý v soutěži mladých jezdců, modře puntíkovaný dres, protože lídr této klasifikace Ethan Vernon nosil červený dres lídra celkového pořadí.
- Ve 2. etapě nosil Kevin Vermaerke, jenž byl třetí v soutěži mladých jezdců, modře puntíkovaný dres, protože lídr této klasifikace Ilan Van Wilder nosil červený dres lídra celkového pořadí a druhý závodník této klasifikace Ethan Vernon nosil zelený dres lídra bodovací soutěže.
- Ve 3. etapě nosil Ethan Vernon, jenž byl druhý v bodovací soutěži, zelený dres, protože lídr této klasifikace Ilan Van Wilder nosil červený dres lídra celkového pořadí.
- V etapách 3 a 4 nosil Kevin Vermaerke, jenž byl druhy v soutěži mladých jezdců, modře puntíkovaný dres, protože lídr této klasifikace Ilan Van Wilder nosil červený dres lídra celkového pořadí.

## Konečné pořadí
| Legenda | Legenda                          | Legenda | Legenda                               |
| ------- | -------------------------------- | ------- | ------------------------------------- |
|         | Označuje lídra celkového pořadí  |         | Označuje lídra bodovací soutěže       |
|         | Označuje lídra vrchařské soutěže |         | Označuje lídra soutěže mladých jezdců |
|         | Označuje lídra soutěže týmů      |         |                                       |

### Celkové pořadí
| Pořadí | Jezdec                    | Tým                    | Čas         |
| ------ | ------------------------- | ---------------------- | ----------- |
| 1      | Ilan Van Wilder (BEL)     | Soudal–Quick-Step      | 17h 01' 18" |
| 2      | Felix Großschartner (AUT) | UAE Team Emirates      | + 11"       |
| 3      | Danny van Poppel (NED)    | Bora–Hansgrohe         | + 13"       |
| 4      | Pavel Sivakov (FRA)       | Ineos Grenadiers       | + 13"       |
| 5      | Alex Aranburu (ESP)       | Movistar Team          | + 17"       |
| 6      | Kevin Vermaerke (USA)     | Team dsm–firmenich     | + 18"       |
| 7      | Rasmus Tiller (NOR)       | Uno-X Pro Cycling Team | + 20"       |
| 8      | Quinten Hermans (BEL)     | Alpecin–Deceuninck     | + 21"       |
| 9      | Nils Politt (GER)         | Bora–Hansgrohe         | + 22"       |
| 10     | Dylan Teuns (BEL)         | Israel–Premier Tech    | + 23"       |

### Bodovací soutěž
| Pořadí | Jezdec                  | Tým                      | Body |
| ------ | ----------------------- | ------------------------ | ---- |
| 1      | Ethan Vernon (GBR)      | Soudal–Quick-Step        | 39   |
| 2      | Danny van Poppel (NED)  | Bora–Hansgrohe           | 28   |
| 3      | Ilan Van Wilder (BEL)   | Soudal–Quick-Step        | 21   |
| 4      | Phil Bauhaus (GER)      | Team Bahrain Victorious  | 19   |
| 5      | Madis Mihkels (EST)     | Intermarché–Circus–Wanty | 18   |
| 6      | Pavel Sivakov (FRA)     | Ineos Grenadiers         | 16   |
| 7      | Alex Aranburu (ESP)     | Movistar Team            | 16   |
| 8      | Kevin Vermaerke (USA)   | Team dsm–firmenich       | 16   |
| 9      | Gregor Mühlberger (AUT) | Movistar Team            | 15   |
| 10     | Arvid de Kleijn (NED)   | Tudor Pro Cycling Team   | 15   |

### Vrchařská soutěž
| Pořadí | Jezdec                           | Tým                    | Body |
| ------ | -------------------------------- | ---------------------- | ---- |
| 1      | Harm Vanhoucke (BEL)             | Lotto–Dstny            | 7    |
| 2      | Florian Stork (GER)              | Team dsm–firmenich     | 5    |
| 3      | Vincent John (GER)               | Rad-Net Oßwald         | 4    |
| 4      | Frank van den Broek (NED)        | Team dsm–firmenich     | 3    |
| 5      | Vinzent Dorn (GER)               | Bike Aid               | 3    |
| 6      | Gregor Mühlberger (AUT)          | Movistar Team          | 3    |
| 7      | Anders Halland Johannessen (NOR) | Uno-X Pro Cycling Team | 3    |
| 8      | Oscar Riesebeek (NED)            | Alpecin–Deceuninck     | 3    |
| 9      | Brandon McNulty (USA)            | UAE Team Emirates      | 3    |
| 10     | Gianluca Brambilla (ITA)         | Q36.5 Pro Cycling Team | 2    |

### Soutěž mladých jezdců
| Pořadí | Jezdec                    | Tým                    | Čas         |
| ------ | ------------------------- | ---------------------- | ----------- |
| 1      | Ilan Van Wilder (BEL)     | Soudal–Quick-Step      | 17h 01' 18" |
| 2      | Kevin Vermaerke (USA)     | Team dsm–firmenich     | + 18"       |
| 3      | Brandon McNulty (USA)     | UAE Team Emirates      | + 27"       |
| 4      | Mathias Vacek (CZE)       | Lidl–Trek              | + 28"       |
| 5      | Frank van den Broek (NED) | Team dsm–firmenich     | + 30"       |
| 6      | Mathieu Burgaudeau (FRA)  | Team TotalEnergies     | + 32"       |
| 7      | Vinzent Dorn (GER)        | Bike Aid               | + 1' 00"    |
| 8      | Mattéo Vercher (FRA)      | Team TotalEnergies     | + 1' 22"    |
| 9      | Rick Pluimers (NED)       | Tudor Pro Cycling Team | + 1' 30"    |
| 10     | Juri Hollmann (GER)       | Movistar Team          | + 1' 31"    |

### Soutěž týmů
| Pořadí | Tým                      | Čas         |
| ------ | ------------------------ | ----------- |
| 1      | UAE Team Emirates        | 51h 05' 06" |
| 2      | Team dsm–firmenich       | + 8"        |
| 3      | Movistar Team            | + 11"       |
| 4      | Bora–Hansgrohe           | + 24"       |
| 5      | Lidl–Trek                | + 2' 28"    |
| 6      | Israel–Premier Tech      | + 2' 33"    |
| 7      | Team Bahrain Victorious  | + 4' 08"    |
| 8      | Team TotalEnergies       | + 4' 19"    |
| 9      | Intermarché–Circus–Wanty | + 6' 45"    |
| 10     | Soudal–Quick-Step        | + 8' 37"    |